# Andrzej Grzyb (homme politique, 1956)
Andrzej Marian Grzyb, né le 23 août 1956 à Siedlików, est un homme politique polonais, membre du Parti paysan polonais.

## Biographie
Après avoir été observateur au Parlement européen, Andrzej Grzyb en est devenu membre à part entière à la suite de l'adhésion de la Pologne à l'Union européenne le 1er mai 2004, puis a été élu lors des premières élections européennes organisées dans le pays et réélu en 2009 et en 2014. Il siège au sein du groupe du Parti populaire européen.